# Resolució 2322 del Consell de Seguretat de les Nacions Unides
La Resolució 2322 del Consell de Seguretat de les Nacions Unides fou adoptada per unanimitat el 12 de desembre de 2016. El Consell va posar èmfasi en la importància de la cooperació contra el terrorisme, i va instar els Estats a intercanviar informació sobre terroristes i grups terroristes entre si i amb forces policials internacionals com Interpol, però també entre serveis d'intel·ligència i controls fronterers a nivell nacional.

## Context
La Resolució 2322 va ser una fita important en la lluita contra el terrorisme. Es necessària la cooperació legal contra els terroristes estrangers, el finançament del terrorisme, l'extradició de terroristes i l'intercanvi d'evidències.
Espanya, com a president del Consell de Seguretat, havia pres una iniciativa al desembre per accelerar la cooperació internacional entre els serveis d'intel·ligència i el poder judicial. El ministre de Justícia espanyol, Rafael Catalá, va condemnar els recents atacs terroristes a Istanbul, El Caire, Mogadiscio i Aden. L'aplicació de la llei podria solucionar el problema, però la cooperació era essencial.
El representant japonès va demanar més cooperació amb Interpol. Així que, encara que aquesta organització tenia a la seva disposició una base de dades de 68 milions de dòlars i passaports robats, més d'un centenar de països no la feia servir, el que permetia als terroristes arribar a través de la frontera.

## Contingut
El Consell de Seguretat va condemnar al grups terroristes, i a Estat Islàmic i a Al-Qaeda en particular, i estava preocupat pel seu creixent nombre de víctimes. Aquells grups terroristes eren de vegades implicats en el crim organitzat. Es lucraven amb el comerç d'armes, drogues, persones, objectes, fauna, metalls i pedres precioses, carbó i petroli, així com el segrest, l'extorsió i el robatori de bancs.
Al món globalitzat podrien utilitzar eines de comunicació com Internet per incitar al terror, reclutar, recaptar fons i planificar actes terroristes. Els països havien de prendre mesures per evitar que ciutadans seus anessin a un altre país a fer de terroristes, s'enfrontessin als que tornaven i s'asseguressin que no abusaven de la condició de refugiat.
La cooperació internacional també era de gran importància per investigar i perseguir actes terroristes. Es va demanar als països que compartissin informació sobre terroristes i organitzacions terroristes. A més, es va demanar que proporcionés aquesta informació dels serveis d'intel·ligència als serveis d'immigració i al control de fronteres.
També es va demanar als països que finançar grups terroristes fos considerat com a delicte greu, i se'ls animava a treballar junts en l'aplicació de les sancions financeres, prohibició de viatjar i embargament d'armes imposades en 2015 per la Resolució 1373 i la Resolució 2253.